# Anna Lebedeva
Pour les articles homonymes, voir Lebedev.
Anna Petrovna Lebedeva (en russe : Анна Петровна Лебедева) est une biathlète kazakhe, née le 6 décembre 1981 à Chtchoutchinsk.

## Biographie
Elle commence à participer à la Coupe du monde en 2003. En 2004, elle est sélectionnée pour les Championnats du monde. C'est en 2005 qu'elle marque ses premiers points avec une 23e place au sprint d'Hochfilzen. 
Aux Jeux olympiques d'hiver de 2006, elle est 49e de l'individuel, 52e du sprint et n'est pas classée en poursuite.
Aux Championnats du monde 2009, elle signe son meilleur résultat individuel en mondial avec une 27e place sur le sprint.
En janvier 2010, elle termine 19e du sprint d'Anterselva, signant ainsi le meilleur résultat individuel de sa carrière.
Plus tard dans la saison, elle prend part aux Jeux olympiques de Vancouver où elle est 51e en sprint, 43e en poursuite, 37e à l'individuel et 13e en relais. Elle est ensuite dixième du championnat du monde de relais mixte.
En 2010-2011, elle effectue sa dernière saison active, sans marquer de point en Coupe du monde.
Sa sœur Marina est aussi une biathlète de haut niveau, tout comme son mari Aleksandr Chervyakov. 

## Palmarès

### Jeux olympiques
| Épreuve / Édition              | Individuel | Sprint | Poursuite | Départ en masse | Relais |
| Jeux olympiques 2006 Turin     | 49e        | 52e    | LAP       | -               | -      |
| Jeux olympiques 2010 Vancouver | 37e        | 51e    | 43e       | —               | 13e    |

Légende :
- — : N'a pas participé à cette épreuve

### Championnats du monde
| Épreuve / Édition             | Individuel                       | Sprint                           | Poursuite                        | Départ en masse                  | Relais                           | Relais mixte                     |
| Mondiaux 2004 Oberhof         | 64e                              | 79e                              | -                                | -                                | 17e                              | Épreuve inexistante à cette date |
| Mondiaux 2005 Hochfilzen      | 39e                              | 49e                              | 46e                              | -                                | 19e                              | Épreuve inexistante à cette date |
| Mondiaux 2005 Khanty-Mansiïsk | Épreuve inexistante à cette date | Épreuve inexistante à cette date | Épreuve inexistante à cette date | Épreuve inexistante à cette date | Épreuve inexistante à cette date | 22e                              |
| Mondiaux 2008 Östersund       | 82e                              | 71e                              | -                                | -                                | 13e                              | -                                |
| Mondiaux 2009 Pyeongchang     | 54e                              | 27e                              | 48e                              | -                                | 18e                              | 15e                              |
| Mondiaux 2010 Khanty-Mansiïsk | Épreuve inexistante à cette date | Épreuve inexistante à cette date | Épreuve inexistante à cette date | Épreuve inexistante à cette date | Épreuve inexistante à cette date | 10e                              |

Légende :

 : épreuve inexistante

- : n'a pas participé à l'épreuve

### Coupe du monde
- Meilleur classement général : 58e en 2006.
- Meilleur résultat individuel : 19e.

#### Différents classements en Coupe du monde
| Année     | Classement général final | Sprint | Poursuite | Individuel | Mass start |
| 2005-2006 | 58e                      | 54e    | 44e       | -          | -          |
| 2008-2009 | 76e                      | 67e    | 77e       | -          | -          |
| 2009-2010 | 76e                      | -      | 48e       | 73e        | -          |